# Atletismo nos Jogos Olímpicos de Verão de 2008 - Salto com vara masculino
O salto em altura masculino dos Jogos Olímpicos de Verão de 2008, foi realizado em 17 de agosto e a final no dia 19 de agosto, no Estádio Nacional de Pequim.
Originalmente o ucraniano Denys Yurchenko obteve a medalha de bronze, mas foi desclassificado em 17 de novembro de 2016 após a reanálise de seu exame antidoping acusar o uso da substância proibida turinabol. Derek Miles, dos Estados Unidos, foi realocado ao terceiro lugar e recebeu a medalha em 17 de abril de 2017.

## Medalhistas
| Ouro   | AUS Steven Hooker      |
| Prata  | RUS Yevgeny Lukyanenko |
| Bronze | USA Derek Miles        |

## Recordes
Antes desta competição, os recordes mundiais e olímpicos da prova eram os seguintes:
| Tipo | Atleta       | Altura | Local     | Data                 |
| ---- | ------------ | ------ | --------- | -------------------- |
|      | Sergey Bubka | 6,14 m | Sestriere | 31 de julho de 1994  |
|      | Timothy Mack | 5,95 m | Atenas    | 27 de agosto de 2004 |

## Resultados

### Eliminatórias
Regras de qualificação: performance mínima de 5.75 (Q) e as 12 melhores seguintes (q) avançaram para a Final.
| #  | Grupo | Atleta                | País                | 5.15 | 5.30 | 5.45 | 5.55 | 5.65 | Resultado | Notas  |
| -- | ----- | --------------------- | ------------------- | ---- | ---- | ---- | ---- | ---- | --------- | ------ |
| 1  | B     | Yevgeniy Lukyanenko   | RUS Rússia          | -    | -    | -    | o    | o    | 5.65      | q      |
| 1  | A     | Igor Pavlov           | RUS Rússia          | -    | -    | o    | -    | o    | 5.65      | q      |
| 3  | A     | Leonid Andreev        | UZB Uzbequistão     | -    | o    | o    | o    | xo   | 5.65      | q, =PB |
| 3  | A     | Jérôme Clavier        | FRA França          | -    | o    | -    | o    | xo   | 5.65      | q      |
| 3  | A     | Raphael Holzdeppe     | GER Alemanha        | -    | -    | o    | o    | xo   | 5.65      | q      |
| 3  | A     | Denys Yurchenko       | UKR Ucrânia         | -    | -    | o    | -    | xo   | 5.65      | q      |
| 7  | B     | Przemysław Czerwiński | POL Polônia         | -    | -    | o    | xo   | xo   | 5.65      | q      |
| 7  | A     | Jan Kudlička          | CZE República Checa | o    | o    | -    | xo   | xo   | 5.65      | q      |
| 9  | B     | Danny Ecker           | GER Alemanha        | -    | -    | xxo  | -    | xo   | 5.65      | q      |
| 9  | B     | Derek Miles           | USA Estados Unidos  | -    | -    | o    | xxo  | xo   | 5.65      | q      |
| 11 | A     | Dmitry Starodubtsev   | RUS Rússia          | -    | xo   | -    | xxo  | xo   | 5.65      | q      |
| 12 | B     | Steven Hooker         | AUS Austrália       | -    | -    | -    | -    | xxo  | 5.65      | q      |
| 13 | B     | Giuseppe Gibilisco    | ITA Itália          | -    | -    | xo   | o    | xxo  | 5.65      | q, SB  |
| 14 | B     | Alhaji Jeng           | SWE Suécia          | -    | -    | -    | o    | xxx  | 5.55      |        |
| 14 | B     | Romain Mesnil         | FRA França          | -    | -    | -    | o    | xxx  | 5.55      |        |
| 16 | A     | Paul Burgess          | AUS Austrália       | -    | -    | o    | xo   | xxx  | 5.55      |        |
| 16 | B     | Tim Lobinger          | GER Alemanha        | -    | -    | o    | xo   | xxx  | 5.55      |        |
| 16 | A     | Maksym Mazuryk        | UKR Ucrânia         | -    | -    | o    | xo   | xxx  | 5.55      |        |
| 16 | B     | Daichi Sawano         | JPN Japão           | -    | -    | o    | xo   | xxx  | 5.55      |        |
| 20 | A     | Jeff Hartwig          | USA Estados Unidos  | -    | -    | o    | xxo  | xxx  | 5.55      |        |
| 20 | A     | Liu Feiliang          | CHN China           | -    | o    | o    | xxo  | xxx  | 5.55      |        |
| 22 | B     | Oleksandr Korchmid    | UKR Ucrânia         | -    | -    | o    | xxx  |      | 5.45      |        |
| 22 | B     | Mikko Latvala         | FIN Finlândia       | -    | -    | o    | -    | xxx  | 5.45      |        |
| 24 | A     | Jesper Fritz          | SWE Suécia          | -    | xo   | o    | xxx  |      | 5.45      |        |
| 25 | B     | Spas Bukhalov         | BUL Bulgária        | -    | -    | xo   | -    | xxx  | 5.45      |        |
| 25 | B     | Fábio Gomes da Silva  | BRA Brasil          | -    | -    | xo   | xxx  |      | 5.45      |        |
| 25 | A     | Giovanni Lanaro       | MEX México          | -    | -    | xo   | xxx  |      | 5.45      |        |
| 28 | B     | Aleksandr Averbukh    | ISR Israel          | -    | -    | xxo  | -    | xxx  | 5.45      |        |
| 28 | B     | Kevin Rans            | BEL Bélgica         | -    | o    | xxo  | xxx  |      | 5.45      |        |
| 30 | B     | Štěpán Janáček        | CZE República Checa | o    | o    | -    | xxx  |      | 5.30      |        |
| 30 | B     | Dominic Johnson       | LCA Santa Lúcia     | -    | o    | xxx  |      |      | 5.30      |        |
| 32 | A     | Jurij Rovan           | SLO Eslovênia       | xx-  | o    | xxx  |      |      | 5.30      |        |
| –  | B     | Lázaro Borges         | CUB Cuba            | -    | xxx  |      |      |      | NM        |        |
| –  | A     | Germán Chiaraviglio   | ARG Argentina       | -    | xxx  |      |      |      | NM        |        |
| –  | A     | Iliyan Efremov        | BUL Bulgária        | xxx  |      |      |      |      | NM        |        |
| –  | A     | Kim Yoo-Suk           | KOR Coreia do Sul   | -    | xxx  |      |      |      | NM        |        |
| –  | A     | Steven Lewis          | GBR Grã-Bretanha    | -    | -    | xxx  |      |      | NM        |        |
| –  | A     | Brad Walker           | USA Estados Unidos  | -    | -    | -    | -    | xxx  | NM        |        |

### Final
| #                 | Atleta                | País                | 5.45 | 5.60 | 5.70 | 5.75 | 5.80 | 5.85 | 5.90 | 5.96 | Resultado | Notas |
| ----------------- | --------------------- | ------------------- | ---- | ---- | ---- | ---- | ---- | ---- | ---- | ---- | --------- | ----- |
| Medalha de ouro   | Steven Hooker         | AUS Austrália       | -    | o    | -    | -    | xxo  | xxo  | xxo  | xxo  | 5.96      | OR    |
| Medalha de prata  | Yevgeny Lukyanenko    | RUS Rússia          | -    | xxo  | o    | -    | o    | xxo  | xxx  |      | 5.85      |       |
| Medalha de bronze | Derek Miles           | USA Estados Unidos  | o    | xxo  | xo   | -    | xxx  |      |      |      | 5.70      |       |
| 4                 | Dmitry Starodubtsev   | RUS Rússia          | xxo  | xxo  | xo   | -    | xxx  |      |      |      | 5.70      |       |
| 5                 | Danny Ecker           | GER Alemanha        | xo   | -    | xxo  | xxx  |      |      |      |      | 5.70      |       |
| 6                 | Jérôme Clavier        | FRA França          | xo   | o    | xxx  |      |      |      |      |      | 5.60      |       |
| 7                 | Raphael Holzdeppe     | GER Alemanha        | o    | xo   | xxx  |      |      |      |      |      | 5.60      |       |
| 8                 | Igor Pavlov           | RUS Rússia          | -    | xxo  | -    | xxx  |      |      |      |      | 5.60      |       |
| 9                 | Jan Kudlička          | CZE República Checa | o    | xxx  |      |      |      |      |      |      | 5.45      |       |
| 10                | Przemysław Czerwiński | POL Polônia         | xo   | xxx  |      |      |      |      |      |      | 5.45      |       |
| –                 | Giuseppe Gibilisco    | ITA Itália          | xxx  |      |      |      |      |      |      |      | NM        |       |
| –                 | Leonid Andreev        | UZB Uzbequistão     | xxx  |      |      |      |      |      |      |      | NM        |       |
| –                 | Denys Yurchenko       | UKR Ucrânia         | xxo  | xo   | o    |      |      |      |      |      | 5.70      | DSQ   |

Legenda
| Recorde mundial      | Recorde mundial (World record)               |                       | Recorde africano                      | Recorde africano (African) |                                           | Q | Classificado por posição (Qualified) |
| Recorde olímpico     | Recorde olímpico (Olympic record)            | Recorde da América    | Recorde da América (Americas)         | q                          | Classificado por melhor tempo (Qualified) |   |                                      |
| Melhor marca do ano  | Melhor marca do ano (World leading)          | Recorde asiático      | Recorde asiático (Asian)              | DNS                        | Não largou (Did not start)                |   |                                      |
| Recorde nacional     | Recorde nacional (National record)           | Recorde europeu       | Recorde europeu (European)            | DNF                        | Não terminou (Did not finish)             |   |                                      |
| Recorde pessoal      | Recorde pessoal do atleta (Personal best)    | Recorde da Oceania    | Recorde da Oceania (Oceania)          | DSQ / DQ                   | Desclassificado (Disqualified)            |   |                                      |
| Recorde da temporada | Recorde da temporada do atleta (Season best) | Recorde sul-americano | Recorde sul-americano (South America) | NM                         | Sem marca (No mark)                       |   |                                      |